# Svetovno prvenstvo športnih dirkalnikov sezona 1958
Svetovno prvenstvo športnih dirkalnikov sezona 1958 je bila šesta sezona Svetovnega prvenstva športnih dirkalnikov, ki je potekalo med 26. januarjem in 13. septembrom 1958. Naslov konstruktorskega prvaka je osvojil Ferrari.

## Spored dirk
| Št | Ime                         | Dirkališče                     | Datum               |
| -- | --------------------------- | ------------------------------ | ------------------- |
| 1  | 1000 km Buenos Airesa       | Autódromo Oscar Alfredo Gálvez | 26. januar          |
| 2  | 12 ur Sebringa              | Sebring International Raceway  | 22. marec           |
| 3  | Targa Florio                | Palermo                        | 11. maj             |
| 4  | 1000 km Nürburgringa        | Nürburgring                    | 1. junij            |
| 5  | 24 ur Le Mansa              | Circuit de la Sarthe           | 21. junij 22. junij |
| 6  | RAC Goodwood Tourist Trophy | Goodwood Circuit               | 13. september       |

## Rezultati

### Po dirkah
| Št | Dirkališče   | Zmag. moštvo                  | Poročilo |
| Št | Dirkališče   | Zmag. dirkača                 | Poročilo |
| -- | ------------ | ----------------------------- | -------- |
| 1  | Buenos Aires | #2 Scuderia Ferrari           | Poročilo |
| 1  | Buenos Aires | Peter Collins Phil Hill       | Poročilo |
| 2  | Sebring      | #14 Scuderia Ferrari          | Poročilo |
| 2  | Sebring      | Peter Collins Phil Hill       | Poročilo |
| 3  | Palermo      | #106 Scuderia Ferrari         | Poročilo |
| 3  | Palermo      | Luigi Musso Olivier Gendebien | Poročilo |
| 4  | Nürburgring  | #1 David Brown, Ltd.          | Poročilo |
| 4  | Nürburgring  | Stirling Moss Jack Brabham    | Poročilo |
| 5  | La Sarthe    | #14 Scuderia Ferrari          | Poročilo |
| 5  | La Sarthe    | Phil Hill Olivier Gendebien   | Poročilo |
| 6  | Goodwood     | #7 David Brown, Ltd.          | Poročilo |
| 6  | Goodwood     | Stirling Moss Tony Brooks     | Poročilo |

### Konstruktorsko prvenstvo
Točkovanje po sistemu 8-6-4-3-2-1, točke dobi le najbolje uvrščeni dirkalnik posameznega konstruktorja. Za prvenstvo so šteli štirje najboljši rezultati na šestih dirkah.
| Poz | Konstruktor  | 1. | 2. | 3. | 4. | 5. | 6.† | Skupaj |
| --- | ------------ | -- | -- | -- | -- | -- | --- | ------ |
| 1   | Ferrari      | 8  | 8  | 8  | 6  | 8  |     | 32     |
| 2   | Aston Martin |    |    |    | 8  | 6  | 4   | 18     |
| 3   | Porsche      | 4  | 4  | 6  | 1  | 4  | 1.5 | 18     |
| 4   | Lotus        |    | 3  |    |    |    |     | 3      |
| 5   | O.S.C.A.     |    |    | 2  |    |    |     | 2      |
| 6   | Jaguar       |    |    |    |    |    | 1   | 1      |

- † - Zaradi skrajšane dirke so podelili polovične točke.